# Крашенинников, Авенир Донатович
Авени́р Дона́тович Крашени́нников (7 января 1933, Мотовилиха, Пермь — 14 ноября 1991, Москва) — советский писатель, поэт, очеркист; писал для взрослых и детей. Член Союза писателей СССР.

## Биография
Родился в рабочей семье. Отец — инженер-конструктор, мать — воспитатель детского сада. В 1947 году окончил семилетку и поступил в Мотовилихинский техникум. После окончания техникума продолжил работу технологом-металлургом на заводе им. Ленина, прокатчиком, в заводоуправлении. Служил в Азербайджане, в войсках противовоздушной обороны.
Писать начал с 14 лет. В 1953 году дебютировал как поэт. Первое стихотворение Крашенинникова было опубликовано в бакинской газете
«На страже».
Печатался в журнале "Литературный Азербайджан". С 1956 занимался журналистской работой в газетах, на радио, телевидении, в книжном издательстве пермского края. В 1958 г. принят в ряды КПСС. В 1964 был принят в члены Союза писателей СССР.
В 1973 году окончил Высшие литературные курсы при Литературном институте им. Горького.
Избирался ответственным секретарем Пермской областной писательской организации, руководил молодёжным объединением при ней.
Главной темой творчества Авенира Крашенинникова была история родного края. В списке его самых известных произведений — романы «Горюч-камень» и «Затишье». Также в документальном рассказе «Починок» идёт речь об истории края — закладке Егошихинского завода в 1723 году. Этому же событию посвящено его стихотворение «Уральская медь». Кроме того, А. Д. Крашенинников — автор многих лирических стихотворений и прозы.
Скончался 14 ноября 1991 года от инфаркта миокарда.
Семья: был женат на Борзон Тамаре, в браке родилась дочь Марина (8.6.1958-8.11.1993). Училась на филологическом факультете Пермского университета. С 1978 по 1984 год училась в Литературном институте имени А.М. Горького. Работала корреспондентом в газете "Мотовилихинский рабочий", журналисткой в молодежном еженедельнике "Молодая гвардия". Умерла 8 ноября 1993 года от острого отравления этанолом.
Избранные произведения
- 1961 — «Мастера волшебного города»: Стихи [Для младш. школьного возраста]. Худож. В. С. Измайлов. — Кн. изд-во, Пермь;
- 1964 — «Две сестрички-невелички»: Сказка в стихах [Для дошкольного возраста]. Худож. Р. Багаутдинов. — Кн. изд-во, Пермь;
- 1964 — «Горюч-камень»: Роман. — Кн. изд-во, Пермь;
- 1969 — «Затишье»: Роман. — Кн. изд-во, Пермь;
- 1972 — «Большая родня»: Документальная повесть. — Кн. изд-во, Пермь;
- 1973 — «Острые углы»: Повесть. — Кн. изд-во, Пермь;
- 1975 — «Лично причастен»: Документальная повесть. —  Кн. изд-во, Пермь;
- 1976 — «Горюч-камень»: Роман. Худож. Е. Нестеров. [2-е изд.] — Кн. изд-во, Пермь;
- 1977 — «Любовь неугасимая»: Повести и рассказы. — Москва: Современник;
- 1978 — «Особые обстоятельства»: Рассказы и повести. — Кн. изд-во, Пермь;
- 1979 — «Бронница»: Роман. — Кн. изд-во, Пермь;
- 1981 — «Затишье»: Роман. — Кн. изд-во, Пермь.
- 1982 — «Отчий берег»: Повести и рассказы. Вступит. ст. В. Бурдина. — Кн. изд-во, Пермь;
- 1985 — «Струны»: Повести и рассказы. — Кн. изд-во, Пермь;
- 1985 — «В черте жизни». Рассказы. — Москва, Современник;
- 1987 — «Придёт желанная пора»: Повести. — Кн. изд-во, Пермь;
- 1988 — «Поющий омуток»: Повесть и рассказы. — Кн. изд-во. Пермь;
- 1990 — «Горюч-камень»: Роман. Послесл. Л. С. Соболевой. [Переиздание]. — Сред.-Урал. кн. изд-во, Свердловск;
- 1991 — «Бронница»: Роман, рассказы. Худож. Е. Нестеров. — Кн. изд-во, Пермь;
- и другие.

### Основные издания[7]
- 1959 – «Песня камских волн»: Сборник стихов.
- 1961 – «Мастера волшебного города»: Стихи.
- 1962 – «Пламенник»: Стихи.
- 1985 – «В черте жизни»: Рассказы.
- 1991 – «Бронница»: Роман.